# Relationspsykologi
Relationspsykologi, en teoretisk platform inden for socialpsykologi, der består i særlig psykologisk tilgang til at møde, forstå og skabe forandring hos mennesket. Udgangspunktet er, at relationer er grundlaget for al personlig udvikling. Endvidere at mennesket først og fremmest er menneske - og udvikler sig som menneske i relation (samspil) med øvrige mennesker.
Omkring 1980 blev forskning i relationspsykologi bredere og repræsenterer i dag et kompleks billede af menneskets relationer til hinanden.
Relationspsykologien har fællestræk med personalismen,[kilde mangler] og kan forstås som et eksempel på udfoldelsen af personalismens relationelle menneskesyn i praksis. Den grundlæggende tese er, at menneskets udvikling er afhængig af relationer; at relationer er afgørende for menneskets liv.

## Supplerende litteratur
- Jørgen Rønsholdt, Annette Groot, Finn Godrim og Else Marie Bech (2013): Relationspsykologi - i praksis. DAFOLO. ISBN 978-87-7281-891-7
- Jørgen Rønsholdt, Annette Groot, Finn Godrim og Else Marie Bech (2015): Relationspsykologi - fortællinger. DAFOLO. ISBN 978-87-7160-023-0
- Jonas Norgaard Mortensen (2012): Det fælles bedste. Introduktion til personalismen. Forlaget Boedal / Vindelsti. ISBN 978-87-8962-690-1
- Karen Lumholt/Jonas Norgaard Mortensen (2015): Det personlige samfund. Personalisme i praksis. Forlaget Boedal / Vindelsti. ISBN 978-87-9314-504-7
- Karen Lumholt/Jonas Norgaard Mortensen (2015): Det relationelle menneske. Personalisme i perspektiv. Forlaget Boedal / Vindelsti. ISBN 978-87-9314-505-4

### Internationalt forskningssamfund
Eksempler på international forskning inden for relationspsykologi er følgende.

#### Universiteter
Følgende universiteter forsker i relationspsykologi.
- University of Minnesota. Arkiveret 25. februar 2016 hos  Wayback Machine
- University of Rochester. Arkiveret 3. marts 2016 hos  Wayback Machine (ved Harry Reis, professor i relationspsykologi.[4])

#### Øvrige forskningorganisationer
Følgende organisationer forsker i relationspsykologi.
- The International Association for Relationship Research (IARR).

#### Tidsskrifter
Følgende videnskabelige tidsskrifter publicerer studier inden for relationspsykologi.
- Journal of Personality and Social Psychology. Journal of Personality and Social Psychology publicerer original studier inden for alle områder af personaligheds- og socialpsykologi. Journalen har blandt andet en selvstændig sektion vedrørende relationspsykologi.[5]
- Personal Relationships. The International Association for Relationship Research (IARR) som udgiver tidsskriftet publicerer advanceret teori og forskning inden for personlige relationer.[6]
- Journal of Social and Personal Relationships. The Journal of Social and Personal Relationships er en international journal, der publicerer forskning inden for sociale- og personlige relationer.[7]